# Beyer & Co.
Beyer & Co. – niemieckie przedsiębiorstwo zajmujące się produkcją szkła kryształowego, działające w latach 1923–1993.

## Historia
Spółka założona 13 listopada 1923 przez braci Johann Baptist, Ernst, Hans i Karl Kraus, którzy w tamtym czasie kierowali firmą oraz rolnika i handlarza zwierzętami hodowlanymi Franza Beyera (od którego wywodzi się nazwa przedsiębiorstwa) wraz z żoną Rosalie z Parkstein. Początkowo firma działała jako szlifiernia szkła i zatrudniała 25 osób w na ośmiu stanowiskach szlifierskich. Za sprawą Wielkiego kryzysu Beyer zdecydował się na wyjście ze spółki, co sprawiło, że wyłącznymi akcjonariuszami i kierownikami byli bracia Kraus.
W 1930 r. zakład powiększył się do dziesięciu stanowisk szlifierskich. Zakupiono też dawną hutę szkła specjalizującą się w produkcji luster w Ullersricht, co umożliwiło produkcję własnych wyrobów szklanych. W następnych latach wzrosło zatrudnienie – 250 osób w 1936 r. Do roku 1939 firma w dalszym ciągu była rozwijana, zakupiono zakład w Faislbach (Georgenberg).
Podczas II WŚ zakład produkował artykuły gospodarstwa domowego, głównie misy szklane (na polecenie władz). Po 1943 r. produkcja szkła została zawieszona, ze względu na brak przydatności w toku prowadzonych działań wojennych. Zakład przezbrojono na produkcję części dla Messerschmitt. Po 1945 r. produkcję w zakładach w Altenstadt a. d. Waldnaab i w Ullersricht.
Lata 50. to czas kiedy bracia umierają – Johann Baptist Kraus w 1951 r., a Ernst Kraus w 1955.
W 1955 r. wznowiono produkcję i wzmocniono potencjał wytwórczy firmy. Rozszerzono możliwości zakładu przez rozbudowanie szlifierni oraz pozyskano zdolność polerowania chemicznego. 1962 przynosi zmiany w Ullersricht, zakład wstrzymuje produkcję surowych wyrobów i zostaje zakładem przetwarzania aż do zamknięcia w 1968 r. W roku 1970 przedsiębiorstwo zatrudniało 600 osób – 530 w Altenstadt a. d. Waldnaab i 70 w Faislbach bei Georgenberg. Następne lata przynoszą stopniowe spadki zatrudnienia.
20 lipca 1981 umiera Oskar Kraus, ówczesny dyrektor zakładu.
W roku grudniu 1992 firma ogłasza upadłość, produkcja zostaje zatrzymana końcem września 1993.